# Thời kỳ Bình Thành
Thời kỳ Bình Thành (Nhật: 平成時代 (Bình Thành thời đại) Hepburn: Heisei Jidai)là một niên hiệu của Nhật Bản bắt đầu từ ngày 8 tháng 1 năm 1989, một ngày sau khi Thiên hoàng Chiêu Hòa (huý Hirohito) băng hà, được đánh dấu bằng sự kiện Thái tử Akihito đăng cơ ngôi vị Thiên hoàng thứ 125 và kết thúc vào ngày 30 tháng 4 năm 2019, khi ông thoái vị. Thời kỳ này cũng đánh dấu sự kết thúc chiến tranh lạnh do đó nó còn được gọi là thời kỳ Nhật Bản sau chiến tranh lạnh. Theo phong tục Nhật Bản, thụy hiệu "Thiên hoàng Chiêu Hòa" được đặt vào ngày 31 tháng 1, giống các Thiên hoàng trước như Mutsuhito (Thiên hoàng Minh Trị) và Yoshihito (Thiên hoàng Đại Chính).
| Lịch sử Nhật Bản | Lịch sử Nhật Bản |
| --- | ---------------- |
| Tiền sửThời kỳ đồ đá cũ ~15000 TCN Thời kỳ Jōmon (Thằng Văn) ~15000 TCN–300 TCN Thời kỳ Yayoi (Di Sinh) tk 4 TCN–tk 3 |                  |
| Cổ đạiThời kỳ Kofun (Cổ Phần) tk 3–tk 7 Thời kỳ Asuka (Phi Điểu) 592–710 Thời kỳ Nara (Nại Lương) 710–794 Thời kỳ Heian (Bình An) 794–1185 |                  |
| Phong kiếnThời kỳ Kamakura (Liêm Thương) 1185–1333 Tân chính Kemmu (Kiến Vũ) 1333–1336 Thời kỳ Muromachi (Thất Đinh) 1336–1573 Thời kỳ Nam-Bắc triều 1336–1392 Thời kỳ Chiến Quốc 1467–1590 Thời kỳ Azuchi-Momoyama (An Thổ-Đào Sơn) 1573–1603 Mậu dịch Nanban (Nam Man) Chiến tranh Nhật Bản – Triều Tiên 1592–1598 Thời kỳ Edo/Tokugawa (Giang Hộ/Đức Xuyên)1603–1868 Chiến tranh Nhật Bản – Lưu Cầu Chiến dịch Ōsaka (Đại Phản) Tỏa Quốc Đoàn thám hiểm Perry Hiệp ước Kanagawa (Thần Nại Xuyên) Bakumatsu (Mạc mạt) Minh Trị Duy tân Chiến tranh Boshin (Mậu Thìn) |                  |
| Hiện đạiThời kỳ Minh Trị (Meiji) 1868–1912 Nhật xâm lược Đài Loan 1874 Chiến tranh Tây Nam Chiến tranh Nhật–Thanh Hiệp ước Mã Quan Chiến tranh Ất Mùi 1895 Phong trào Nghĩa Hòa Đoàn Hòa ước Portsmouth Hiệp ước Nhật–Triều 1910 Thời kỳ Đại Chính (Taishō) 1912-1926 Nhật Bản trong Thế chiến thứ nhất Sự can thiệp của Nhật Bản vào Siberia Đại thảm họa động đất Kantō 1923 Thời kỳ Chiêu Hòa (Shōwa) 1926–1989 Chủ nghĩa quân phiệt Nhật Bản Sự kiện Phụng Thiên Nhật Bản xâm lược Mãn Châu Hiệp ước chống Quốc tế Cộng sản Chiến tranh Trung–Nhật Cuộc tấn công Trân Châu Cảng Vụ ném bom nguyên tử xuống Hiroshima và Nagasaki Chiến tranh Xô–Nhật Nhật Bản đầu hàng Thời kỳ bị chiếm đóng 1945-1952 Nhật Bản thời hậu chiếm đóng Kỳ tích kinh tế Nhật Bản thời hậu chiến Thời kỳ Bình Thành (Heisei) 1989–2019 Thập niên mất mát Động đất Kobe 1995 Cool Japan Động đất và sóng thần Tōhoku 2011 Thời kỳ Lệnh Hòa (Reiwa) 2019–nay Đại dịch COVID-19 tại Nhật Bản |                  |
| Xem thêm Thiên hoàng • Niên biểu • Đế quốc Nhật Bản Kinh tế • Giáo dục • Quân sự • Hải quân • Di sản thế giới |                  |
| x t s |                  |

Năm 1989 tương ứng với năm Chiêu Hòa thứ 64 tính đến ngày thứ 7 của tháng đầu tiên (ngày 7 tháng 1) và Bình Thành năm nhất (平成元年 (Bình Thành nguyên niên) Heisei gannen) kể từ ngày thứ 8 tháng 1.
Niên hiệu Bình Thành kết thúc vào ngày 30 tháng 4 năm 2019 (Bình Thành năm 31) khi Thiên hoàng Akihito tuyên bố thoái vị.

## Lịch sử và ý nghĩa niên hiệu

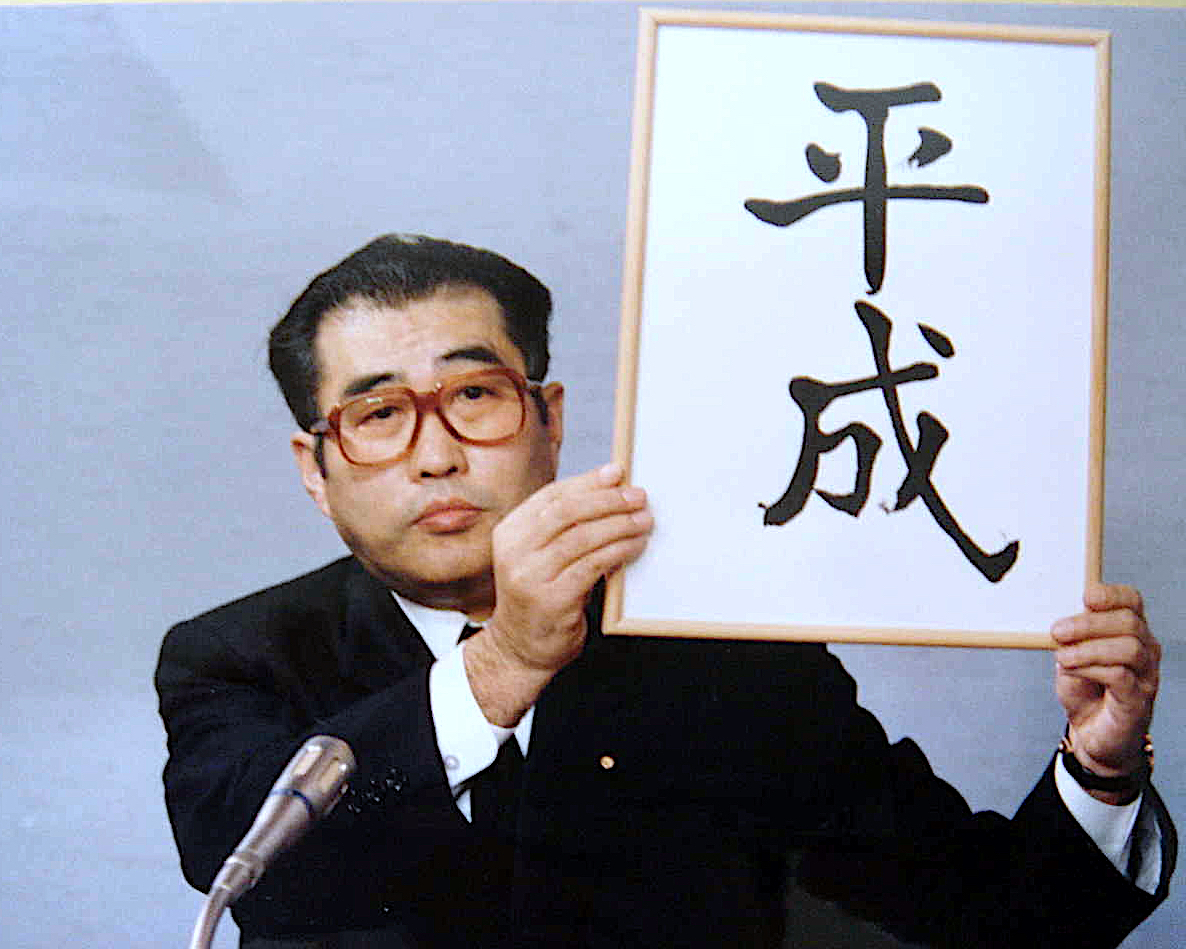
Chánh Văn phòng Nội các Nhật Bản Obuchi Keizo giơ cao hai chữ "Bình Thành" (平成) và tuyên bố niên hiệu mới với báo chí

07 giờ 55 phút ngày 7 tháng 1 năm 1989, JST, Trưởng quan Cung nội sảnh, Fujimori Shōichi, thông báo Thiên hoàng Hirohito đã băng hà và cùng lúc đó tiết lộ lần đầu tiên nhiều chi tiết về căn bệnh ung thư của ông. Sau đó không lâu Obuchi Keizō, khi đó là Chánh Văn phòng Nội các và sau này là Thủ tướng Nhật Bản, ra thông cáo niên hiệu Chiêu Hòa chấm dứt, và thời kỳ mới "Bình Thành" sắp mở ra, cùng với việc giải thích ý nghĩa niên hiệu này.
Theo Obuchi, niên hiệu "Bình Thành" rút từ cổ tịch Trung Hoa được nhắc đến trong Sử ký Tư Mã Thiên (史記 Shiki) và Kinh Thư (書経 Shokyō). Trong Sử ký có câu "Nội bình ngoại thành" "内平外成" (Kanbun: 内平かに外成る Uchi tairaka ni soto naru) để khen thời thái bình của Vua Thuấn, vị vua thời huyền sử Trung Hoa. Trong Kinh Thư thì có câu "Địa bình thiên thành" "地平天成" (Kanbun: 地平かに天成る Chi tairaka ni ten naru). Kết hợp ở cả hai nguồn thì Bình Thành mang ý nghĩa "thái bình muôn nơi". Niên hiệu Bình Thành có hiệu lực tức thời trong ngày Thiên hoàng Akihito đăng quang, tức ngày 7 tháng 1 năm 1989.
Năm 2019, Nishihara Haruo nhắc lại sự việc năm 1989 khi ông là viện trưởng Viện Đại học Waseda và được mời tham dự ban góp ý chọn niên hiệu mới ở phủ Thủ tướng. Hai tên khác cũnng được cân nhắc là Tu Văn (修文: Shūbun) và Chính Hóa (正化: Seika). Sau hơn một giờ rưỡi bàn luận mọi người đồng ý chọn Bình Thành.

## Các sự kiện xảy ra trong Thời kỳ Bình Thành
Năm 1989 đánh dấu sự phát triển đỉnh điểm về tăng trưởng kinh tế nhanh nhất trong lịch sử Nhật Bản. Với thế mạnh đồng yên và tỷ giá hối đoái phù hợp với Đô-la Mỹ, Ngân hàng Nhật Bản giữ lãi suất thấp, đầu tư phát triển vượt bậc đã đưa giá trị tài sản Tokyo lên sáu mươi phần trăm trong năm. Trong khoảng thời gian ngắn trước ngày đầu của Năm mới, chỉ số Nikkei 225 đạt mức kỷ lục 39.000 điểm. Năm 1991, chỉ số này đã giảm còn 15.000, đánh dấu kết thúc "nền kinh tế bong bóng". Sau đó, Nhật Bản trải qua giai đoạn "khủng hoảng kinh tế thời Bình Thành", bao gồm hơn một thập kỷ giảm lạm phát giá cả và GDP trì trệ trong khi đó các ngân hàng Nhật Bản cố gắng giải quyết các khoản nợ xấu và các công ty trong các ngành khác cần phải cấu trúc lại. Một số nhà phân tích đổ lỗi việc khủng hoảng kinh tế kéo dài là do việc áp dụng các nguyên tắc kinh tế Neo-Keynesian liên tục của chính phủ Nhật Bản trong các giải pháp thực thi. Tuy nhiên, gần đây, các nhà bình luận cũng đưa ra các dấu hiệu cho thấy nền kinh tế của Nhật Bản đang thoát khỏi cuộc khủng hoảng.
Các vụ scandal năm 1988 đã làm giảm uy tín của Đảng Dân chủ Tự do (LDP), là đảng kiểm soát của chính phủ Nhật Bản trong 38 năm. Năm 1993, LDP đã bị hất cẳng bởi một liên minh do Hosokawa Morihiro đứng đầu. Tuy nhiên, liên minh đã giải tán vì mục đích chính của nó là lật đổ LDP và thiếu một vị trí thống nhất trên hầu hết các vấn đề xã hội. LDP trở lại chính phủ trong 1994, khi nó đã giúp bầu chọn Murayama Tomiichi của đảng Xã hội (sau này là Đảng Xã hội Dân chủ) làm Thủ tướng.
Năm 1995, trận động đất lớn ở Kobe xảy ra đồng thời với vụ khủng bố bằng khí sarin vào hệ thống tàu điện ngầm tại Tokyo của những người theo giáo phái Aum Shinrikyo, chính phủ Nhật Bản không trở tay kịp với những sự kiện này làm cho vai trò của các tổ chức phi chính phủ trở nên quan trọng trong chính trị Nhật Bản.

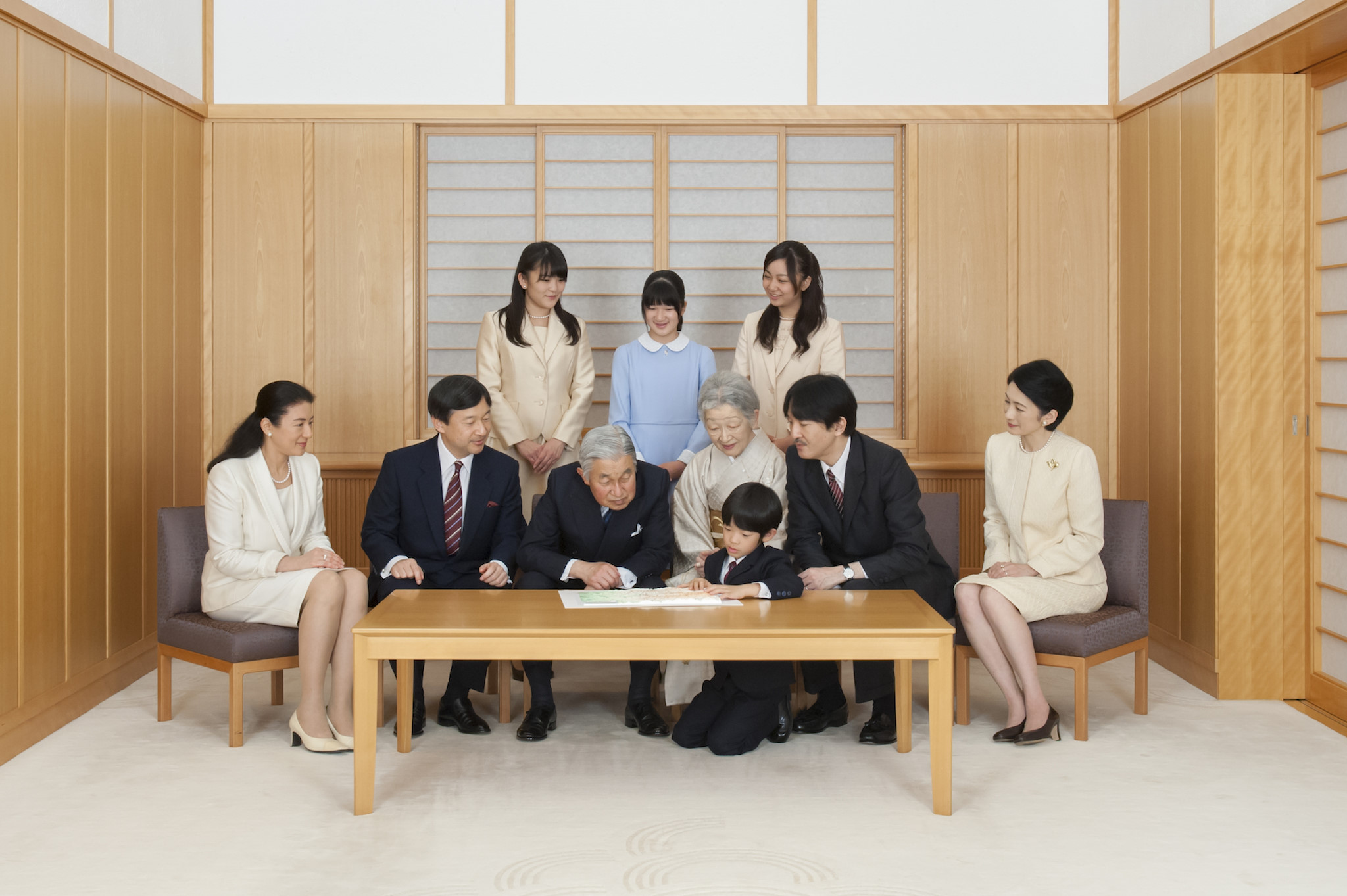
Thiên hoàng Akihito, Hoàng hậu Michiko cùng hoàng gia (2013)

Thời kỳ Bình Thành cũng đánh dấu những sự tái trỗi dậy một cách thận trọng về sức mạnh quân sự của Nhật Bản trên thế giới. Năm 1991, Nhật Bản cam kết viện trợ hàng tỷ đô la cho chiến tranh vùng Vịnh nhưng các tranh cãi xung quanh Hiến pháp không cho phép hợp tác hoặc hỗ trợ chiến tranh. Iran chỉ trích Nhật Bản về vấn đề này và không đánh giá cao cách mà Nhật Bản hợp tác trong chiến tranh vùng Vịnh. Các tàu quét mìn đã được đưa tới sau cuộc chiến để hỗ trợ cho công cuộc tái thiết đất nước này. Sau cuộc xâm chiếm Iraq lần thứ 2, năm 2003, nội các của Thủ tướng Nhật Bản Koizumi Junichirō chấp thuận kế hoạch chuyển khoảng 1.000 lính thuộc lực lượng phòng vệ Nhật Bản đến giúp cuộc tái thiết Iraq, đây là cuộc chuyển binh lớn nhất kể từ sau thế chiến thứ 2 mà không cần sự đồng ý của Hoa Kỳ. Các đội binh này được chuyển đến Iraq vào năm 2004.
FIFA World Cup là kỳ World Cup đầu tiên được tổ chức tại Châu Á, lần đầu tiên được tổ chức bên ngoài châu Mỹ hoặc châu Âu cũng như lần đầu tiên được tổ chức bởi nhiều quốc gia. Giải vô địch thế giới dành cho các đội tuyển quốc gia của môn bóng đá nam này đã được Nhật Bản và Hàn Quốc phối hợp tổ chức để cải thiện quan hệ.
Vào 23 tháng 10 năm 2004, các trận động đất năm Bình Thành thứ 16 ở tỉnh Niigata  làm rung chuyển vùng Hokuriku, làm chết 52 người và bị thương hàng trăm người (xem động đất Chūetsu năm 2004).
Vào tháng 11 năm 2005, tàu vũ trụ robot của Cơ quan thám hiểm hàng không vũ trụ Nhật Bản (JAXA) đã hạ cánh trên một tiểu hành tinh và thu thập các mẫu dưới dạng các hạt vật chất nhỏ của tiểu hành tinh, được đưa trở lại Trái đất trên tàu tàu vũ trụ vào ngày 13 tháng 6 năm 2010. Đây là tàu vũ trụ đầu tiên trong lịch sử được thiết kế để cố tình hạ cánh trên một tiểu hành tinh và sau đó cất cánh trở lại. Sứ mệnh của Hayabusa là tàu vũ trụ đầu tiên đưa mẫu thiên thạch về Trái đất để phân tích.
Mùa thu năm 2007, Fukuda Yasuo được bổ nhiệm làm Thủ tướng sau khi Abe Shinzō bất ngờ từ chức, sau thất bại trong cuộc bầu cử vào đầu năm. Fukuda lại từ chức vào tháng 9 năm sau do không vượt qua được những chia rẽ trong Quốc hội, và sau đó Asō Tarō được bầu vào vị trí của ông.
Năm 2008, Vùng thủ đô Tōkyō có nền kinh tế đô thị lớn nhất thế giới với tổng GDP (danh nghĩa) khoảng 2 nghìn tỷ đô la (165 nghìn tỷ ¥). Vùng thủ đô Tōkyō cũng có dân số đô thị lớn nhất thế giới với khoảng 35 triệu người.
Tháng 7 năm 2009, tỉ lệ thất nghiệp tại Nhật Bản lên đến mức kỷ lục là 5,7% kể từ sau thế chiến thứ 2, vượt qua mức kỷ lục vào tháng 4 năm 2003 là 5,5%.
Ngày 16 tháng 9 năm 2008, Hatoyama Yukio, chủ tịch đảng Dân chủ Nhật Bản, trở thành Thủ tướng thứ 93 của Nhật Bản. Đây là sự chuyển giao quyền lực đầu tiên sau 16 năm ở nước này, kể từ khi chính quyền 9 đảng liên minh do Thủ tướng Hosokawa Morihiro dẫn đầu thay thế chính phủ của đảng Dân chủ Tự do vào năm 1993.
Dân số Nhật Bản đạt đỉnh 128 triệu vào năm 2010. Đây là dân số lớn nhất trong lịch sử của Nhật Bản. Dân số đã giảm do tỷ lệ sinh thấp trong những năm tiếp theo.
Vào tháng 7 năm 2010, căn cứ ở nước ngoài sau chiến tranh đầu tiên của JSDF đã được thành lập tại Djibouti, Somalia.
Vào tháng 12 năm 2010, Nguyên tắc Chương trình Quốc phòng 2010 của Nhật Bản đã thay đổi chính sách quốc phòng từ tập trung vào Liên Xô cũ thành Trung Quốc.
Năm 2011, nền kinh tế của Trung Quốc đã lớn thứ hai trên thế giới. Nền kinh tế Nhật Bản giảm xuống thứ ba thế giới theo GDP danh nghĩa.
Năm 2011, một giải đấu sumo đã bị hủy lần đầu tiên sau 65 năm do bê bối dàn xếp trận đấu.
Vào tháng 3 năm 2011, Tokyo Skytree 634,0 mét (2.080 ft) đã trở thành công trình cao nhất trên thế giới. và là cấu trúc cao thứ hai trên thế giới sau Burj Khalifa.
Vào ngày 11 tháng 3 năm 2011 lúc 2:46 chiều, Nhật Bản hứng chịu trận động đất mạnh nhất được ghi nhận trong lịch sử, ảnh hưởng đến các địa điểm trong ba khu vực của Tohoku, Chubu và Kanto ở phía đông bắc đảo Honshu, bao gồm cả khu vực Tokyo. cường độ động đất là 9.0 đã tiến gần đến trận động đất và sóng thần Ấn Độ Dương nghiêm trọng vào tháng 12 năm 2004 ở Nam Á và Đông Nam Á, và trận động đất nghiêm trọng ở Haiti vào tháng 1 năm 2010 và với trận động đất nghiêm trọng ở New Zealand vào tháng 2 năm 2011. Một cơn sóng thần với sóng cao tới 10 mét (32,5 feet) đã tràn vào các khu vực nội địa cách bờ vài km, gây ra một số lượng lớn các đám cháy đáng kể. Tâm chấn của trận động đất nằm rất gần các ngôi làng và thị trấn ven biển đến nỗi hàng ngàn người không thể chạy trốn kịp thời, mặc dù có hệ thống cảnh báo sóng thần. Tại Nhà máy điện hạt nhân Fukushima I và ba nhà máy điện hạt nhân khác, đã xảy ra sự cố nghiêm trọng với hệ thống làm mát, cuối cùng dẫn đến trường hợp ô nhiễm phóng xạ nghiêm trọng nhất kể từ thảm họa Chernobyl (xem Sự cố nhà máy điện Fukushima I), cũng như tình trạng thiếu điện đang diễn ra. Sau trận động đất, lần đầu tiên, Hoàng đế đã nói chuyện với quốc gia trong một chương trình truyền hình được ghi hình trước.
Vào tháng 8 năm 2011, Kan Naoto đã từ chức và Noda Yoshihiko trở thành Thủ tướng. Cuối năm đó tập đoàn Olympus đã thừa nhận những bất thường trong kế toán. (Xem âm mưu Tobashi.) Noda thúc đẩy Nhật Bản xem xét tham gia Đối tác kinh tế chiến lược xuyên Thái Bình Dương, nhưng đã bị đánh bại trong một cuộc bầu cử năm 2012 bởi Abe Shinzō.
Vào tháng 12 năm 2012, các chính sách Abenomics được ban hành để xử lý hậu quả của Thập kỷ mất mát và khủng hoảng nhân khẩu học ở Nhật Bản.
Trong nửa đầu năm 2014, Toyota đã trở thành nhà sản xuất ô tô lớn nhất thế giới bán 5,1 triệu xe trong sáu tháng kết thúc vào ngày 30 tháng 6 năm 2014, tăng 3,8% so với cùng kỳ năm trước. Volkswagen AG ghi nhận doanh số 5,07 triệu xe.
Thủ tướng Abe Shinzō đã tìm cách chấm dứt giảm phát, nhưng Nhật Bản đã bước vào suy thoái một lần nữa vào năm 2014 phần lớn do sự gia tăng thuế thương vụ lên 8%. Abe đã gọi một cuộc bầu cử vào tháng 12 và hứa sẽ trì hoãn việc tăng thuế thương vụ hơn nữa vào năm 2018. Ông đã giành chiến thắng trong cuộc bầu cử.
Vào ngày 18 tháng 9 năm 2015, Quốc hội Nhật Bản đã ban hành luật quân sự Nhật Bản 2015 cho phép Lực lượng phòng vệ Nhật Bản tham gia tự vệ tập thể cùng các đồng minh trong chiến đấu lần đầu tiên theo hiến pháp 1947.
Vào tháng 10 năm 2015, Lực lượng phòng vệ Nhật Bản được xếp hạng là quân đội mạnh thứ tư về các năng lực thông thường (số lượng nhân viên tích cực trong lực lượng vũ trang, xe tăng, máy bay trực thăng tấn công, máy bay, tàu sân bay và tàu ngầm) trong báo cáo của Credit Suisse.
Một báo cáo Liên Hợp Quốc đã xác nhận rằng Vùng thủ đô Tōkyō là vùng đô thị đông dân nhất trên thế giới với tổng dân số ước tính 38.140.000 vào năm 2016.
Năm 2018, Pokémon đã trở thành nhượng quyền truyền thông có doanh thu cao nhất mọi thời đại với doanh thu ước tính 90 tỷ đô la. Pokémon đã vượt qua số 2 Hello Kitty (80 tỷ đô la) và số 5 Chiến tranh giữa các vì sao (65 tỷ đô la).
Năm 2018, con số kỷ lục là 31.191.929 khách du lịch nước ngoài đã đến thăm Nhật Bản vào năm 2018. Đây là mức tăng 33% so với năm 2015 (19,73 triệu). Trong năm 2017, 3 trong số 4 khách du lịch nước ngoài đến từ Hàn Quốc, Trung Quốc, Đài Loan và Hồng Kông, theo Tổ chức Du lịch Quốc gia Nhật Bản.
Nhật Bản đã kích hoạt Lữ đoàn triển khai nhanh, đơn vị hải quân đầu tiên kể từ Thế chiến II, vào ngày 7 tháng 4 năm 2018. Họ được huấn luyện để chống lại quân xâm lược chiếm Quần đảo Nhật Bản.
Vào tháng 9 năm 2018, Naomi Osaka đã trở thành người Nhật Bản đầu tiên tham dự một trận chung kết đơn Grand Slam và lần đầu tiên là nhà vô địch đơn Grand Slam. Naomi Osaka là người chiến thắng Giải quần vợt Mỹ Mở rộng 2018 nội dung đơn nữ.
Năm 2018, lượng mưa cực lớn ở Tây Nhật Bản đã dẫn đến nhiều người chết ở Hiroshima và Okayama. Ngoài ra, một trận động đất trận động đất xảy ra ở Hokkaido, giết chết 41 người và gây mất điện toàn khu vực.
JSDF đầu tiên gửi tới hoạt động gìn giữ hòa bình không do Liên hợp quốc lãnh đạo đã được phê duyệt vào tháng 4 năm 2019. Hai sĩ quan của JGSDF sẽ theo dõi lệnh ngừng bắn giữa Israel và Ai Cập theo lệnh Các lực lượng quân sự và quan sát viên đa quốc gia ở bán đảo Sinai từ ngày 19 tháng 4 đến ngày 30 tháng 11 năm 2019.

## Thủ tướng thời kỳ Bình Thành
| Đời                                                                                 | Nội các Tổng lý Đại thần                                       | Nội các Tổng lý Đại thần                                              | Nội các                                                                     | Nhiệm kỳ | Sự kiện trong và ngoài nước |
| ----------------------------------------------------------------------------------- | -------------------------------------------------------------- | --------------------------------------------------------------------- | --------------------------------------------------------------------------- | --- | --- |
| Thời kỳ Bình Thành (Thượng hoàng Minh Nhân: 8 tháng 1 năm 1989–30 tháng 4 năm 2019) |                                                                |                                                                       |                                                                             | | |
| 75                                                                                  |                                                                | Uno Sōsuke 宇野 宗佑 うの そうすけ (1922–1998)                        | Nội các Uno                                                                 | 3 tháng 6 năm 1989 – 10 tháng 8 năm 1989 (68 ngày)                                                                                | - Sự kiện Thiên An Môn (Trung Quốc) |
| 76                                                                                  |                                                                | Kaifu Toshiki 海部 俊樹 かいふ としき (1931–2022)                     | Nội các Kaifu lần 1                                                         | 10 tháng 8 năm 1989 – 28 tháng 2 năm 1990 (202 ngày)                                                                              | - Lực lượng Phòng vệ được phái đến Vịnh Ba Tư - Tổng tuyển cử Nhật Bản năm 1990 - Lễ đăng quang của Thiên hoàng thứ 125 - Liên Xô giải thể (Nga) |
| 77                                                                                  | Nội các Kaifu lần 2 - Cải tổ                                   | Kaifu Toshiki 海部 俊樹 かいふ としき (1931–2022)                     | 28 tháng 2 năm 1990 – 5 tháng 11 năm 1991 (615 ngày) (Tổng cộng 817 ngày)   | | - Lực lượng Phòng vệ được phái đến Vịnh Ba Tư - Tổng tuyển cử Nhật Bản năm 1990 - Lễ đăng quang của Thiên hoàng thứ 125 - Liên Xô giải thể (Nga) |
| 78                                                                                  |                                                                | Miyazawa Kiichi 宮澤 喜一 みやざわ きいち (1919–2007)                 | Nội các Miyazawa - Cải tổ                                                   | 5 tháng 11 năm 1991 – 9 tháng 8 năm 1993 (643 ngày)                                                                               | - Hội nghị thượng đỉnh Tōkyō (Hội nghị G7 lần thứ 19) - Luật hợp tác PKO - Tuyên bố Kōno về vấn đề Phụ nữ mua vui trong Thế chiến hai |
| 79                                                                                  |                                                                | Hosokawa Morihiro 細川 護熙 ほそかわ もりひろ (sinh năm 1938)         | Nội các Hosokawa                                                            | 9 tháng 8 năm 1993 – 28 tháng 4 năm 1994 (262 ngày)                                                                               | - Thể chế 55 năm sụp đổ - Giới thiệu hệ thống đồng thời đại diện theo tỷ lệ khu vực bầu cử một ghế (bầu cử song song) - Sự cố Tōkyō Sagawa Express |
| 80                                                                                  |                                                                | Hata Tsutomu 羽田 孜 はた つとむ (1935–2017)                          | Nội các Hata                                                                | 28 tháng 4 năm 1994 – 30 tháng 6 năm 1994 (63 ngày)                                                                               | |
| 81                                                                                  |                                                                | Murayama Tomiichi 村山 富市 むらやま とみいち (sinh năm 1924)         | Nội các Murayama - Cải tổ                                                   | 30 tháng 6 năm 1994 – 11 tháng 1 năm 1996 (560 ngày)                                                                              | - Các biện pháp chống lại trận động đất Kobe và vụ khủng bố bằng khí sarin - Tuyên bố của Murayama về Lễ kỷ niệm 50 năm Chiến tranh |
| 82                                                                                  |                                                                | Hashimoto Ryūtarō 橋本 龍太郎 はしもと りゅうたろう (1937–2006)       | Nội các Hashimoto lần 1                                                     | 11 tháng 1 năm 1996 – 7 tháng 11 năm 1996 (301 ngày)                                                                              | - Một thỏa thuận bất ngờ đã đạt được với chính phủ Hoa Kỳ về việc trao trả Căn cứ không quân Thủy quân lục chiến Futenma. - Tổng tuyển cử Nhật Bản năm 1996 |
| 83                                                                                  | Nội các Hashimoto lần 2 - Cải tổ                               | Hashimoto Ryūtarō 橋本 龍太郎 はしもと りゅうたろう (1937–2006)       | 7 tháng 11 năm 1996 – 30 tháng 7 năm 1998 (630 ngày) (Tổng cộng 931 ngày)   | - Thuế tiêu dùng tăng lên 5% | |
| 84                                                                                  |                                                                | Obuchi Keizō 小渕 恵三 おぶち けいぞう (1937–2000)                    | Nội các Obuchi - Cải tổ lần 1 - Cải tổ lần 2                                | 30 tháng 7 năm 1998 – 5 tháng 4 năm 2000 (615 ngày)                                                                               | - Tuyên bố chung Nhật-Hàn - Luật Quốc kỳ và Quốc ca - Năm bản lề giữa hai thiên niên kỷ |
| 85                                                                                  |                                                                | Mori Yoshirō 森 喜朗 もり よしろう (sinh năm 1937)                    | Nội các Mori lần 1                                                          | 5 tháng 4 năm 2000 – 4 tháng 7 năm 2000 (90 ngày)                                                                                 | - Hội nghị thượng đỉnh Kyushu-Okinawa (Hội nghị G8 lần thứ 26) - Ứng phó với sự cố Ehime Maru - Tổng tuyển cử Nhật Bản năm 2001 |
| 86                                                                                  | Nội các Mori lần 2 - Cải tổ - Cải tổ                           | Mori Yoshirō 森 喜朗 もり よしろう (sinh năm 1937)                    | 4 tháng 7 năm 2000 – 26 tháng 4 năm 2001 (296 ngày) (Tổng cộng 386 ngày)    | | - Hội nghị thượng đỉnh Kyushu-Okinawa (Hội nghị G8 lần thứ 26) - Ứng phó với sự cố Ehime Maru - Tổng tuyển cử Nhật Bản năm 2001 |
| 87                                                                                  |                                                                | Koizumi Junichirō 小泉 純一郎 こいずみ じゅんいちろう (sinh năm 1942) | Nội các Koizumi lần 1 - Cải tổ lần 1 - Cải tổ lần 2                         | 26 tháng 4 năm 2001 – 19 tháng 11 năm 2003 (937 ngày)                                                                             | - Cải cách cơ cấu không tôn nghiêm - Sự kiện 11 tháng 9 (Hoa Kỳ) - Đạo luật về các biện pháp đặc biệt chống khủng bố - Giải vô địch bóng đá thế giới năm 2002 - Thủ tướng Nhật Bản lần đầu thăm Triều Tiên, Hội nghị thượng đỉnh Nhật-Triều - Tổng tuyển cử Nhật Bản năm 2003 |
| 88                                                                                  | Nội các Koizumi lần 2 - Cải tổ                                 | Koizumi Junichirō 小泉 純一郎 こいずみ じゅんいちろう (sinh năm 1942) | 19 tháng 11 năm 2003 – 21 tháng 9 năm 2005 (672 ngày)                       | - Điều động Lực lượng Phòng vệ tới Iraq - Tuyên bố của Koizumi về Lễ kỷ niệm 60 năm Chiến tranh - Tổng tuyển cử Nhật Bản năm 2005 | |
| 89                                                                                  | Nội các Koizumi lần 3 - Cải tổ                                 | Koizumi Junichirō 小泉 純一郎 こいずみ じゅんいちろう (sinh năm 1942) | 21 tháng 9 năm 2005 – 26 tháng 9 năm 2006 (370 ngày) (Tổng cộng 1979 ngày)  | - Tư nhân hóa dịch vụ bưu chính                                                                                                   | |
| 90                                                                                  |                                                                | Abe Shinzō 安倍 晋三 あべ しんぞう (1954–2022)                        | Nội các Abe lần 1 - Cải tổ                                                  | 26 tháng 9 năm 2006 – 26 tháng 9 năm 2007 (365 ngày)                                                                              | - Sửa đổi Luật cơ bản về giáo dục - Luật trưng cầu dân ý - Cơ quan Quốc phòng chuyển về Bộ Quốc phòng |
| 91                                                                                  |                                                                | Fukuda Yasuo 福田 康夫 ふくだ やすお (sinh năm 1936)                  | Nội các Fukuda Yasuo - Cải tổ                                               | 26 tháng 9 năm 2007 – 24 tháng 9 năm 2008 (364 ngày)                                                                              | - Hội nghị thượng đỉnh Toyako (Hội nghị G7 lần thứ 34) - Luật các biện pháp đặc biệt chống khủng bố mới |
| 92                                                                                  |                                                                | Asō Tarō 麻生 太郎 あそう たろう (sinh năm 1940)                      | Nội các Asō                                                                 | 24 tháng 9 năm 2008 – 16 tháng 9 năm 2009 (357 ngày)                                                                              | - Luật các biện pháp đặc biệt chống khủng bố mới được gia hạn - Tổng tuyển cử Nhật Bản năm 2009 |
| 93                                                                                  |                                                                | Hatoyama Yukio 鳩山 由紀夫 はとやま ゆきお (sinh năm 1947)            | Nội các Hatoyama Yukio                                                      | 16 tháng 9 năm 2009 – 8 tháng 6 năm 2010 (265 ngày)                                                                               | - Cam kết giảm 25% lượng khí thải nhà kính so với mức năm 1990 tại Đại hội đồng Liên hợp quốc |
| 94                                                                                  |                                                                | Kan Naoto 菅 直人 かん なおと (sinh năm 1946)                         | Nội các Kan - Cải tổ lần 1 - Cải tổ lần 2                                   | 8 tháng 6 năm 2010 – 2 tháng 9 năm 2011 (451 ngày)                                                                                | - Các biện pháp chống lại trận động đất lớn phía Đông Nhật Bản - Luật về các biện pháp đặc biệt về năng lượng tái tạo |
| 95                                                                                  |                                                                | Noda Yoshihiko 野田 佳彦 のだ よしひこ (sinh năm 1957)                | Nội các Noda - Cải tổ lần 1 - Cải tổ lần 2 - Cải tổ lần 3                   | 2 tháng 9 năm 2011 – 26 tháng 12 năm 2012 (481 ngày)                                                                              | - Luật thuế tiêu thụ sửa đổi - Tổng tuyển cử Nhật Bản năm 2012 |
| 96                                                                                  |                                                                | Abe Shinzō 安倍 晋三 あべ しんぞう (1954–2022)                        | Nội các Abe lần 2 - Cải tổ                                                  | 26 tháng 12 năm 2012 – 24 tháng 12 năm 2014 (728 ngày)                                                                            | - Abenomics - Pháp luật về Hòa bình và An ninh - Đạo luật về Bảo vệ bí mật cụ thể - Hiệp định Đối tác xuyên Thái Bình Dương (TPP) - Tuyên bố của Abe nhân dịp kỷ niệm 70 năm ngày kết thúc chiến tranh - Cơ quan Thiết bị Quốc phòng được thành lập - Hội nghị thượng đỉnh Ise-Shima (Hội nghị G7 lần thứ 42) - Thuế tiêu dùng tăng lên 8% và 10% - Hội nghị thượng đỉnh Osaka (Hội nghị G20 lần thứ 14) - Lễ đăng quang của Thiên hoàng thứ 126 - Hiệp định thương mại Nhật-Mỹ - Các biện pháp coronavirus mới - Tổng tuyển cử Nhật Bản năm 2014 - Tổng tuyển cử Nhật Bản năm 2017 |
| 97                                                                                  | Nội các Abe lần 3 - Cải tổ lần 1 - Cải tổ lần 2 - Cải tổ lần 3 | Abe Shinzō 安倍 晋三 あべ しんぞう (1954–2022)                        | 24 tháng 12 năm 2014 – 1 tháng 11 năm 2017 (1043 ngày)                      | | - Abenomics - Pháp luật về Hòa bình và An ninh - Đạo luật về Bảo vệ bí mật cụ thể - Hiệp định Đối tác xuyên Thái Bình Dương (TPP) - Tuyên bố của Abe nhân dịp kỷ niệm 70 năm ngày kết thúc chiến tranh - Cơ quan Thiết bị Quốc phòng được thành lập - Hội nghị thượng đỉnh Ise-Shima (Hội nghị G7 lần thứ 42) - Thuế tiêu dùng tăng lên 8% và 10% - Hội nghị thượng đỉnh Osaka (Hội nghị G20 lần thứ 14) - Lễ đăng quang của Thiên hoàng thứ 126 - Hiệp định thương mại Nhật-Mỹ - Các biện pháp coronavirus mới - Tổng tuyển cử Nhật Bản năm 2014 - Tổng tuyển cử Nhật Bản năm 2017 |
| 98                                                                                  | Nội các Abe lần 4 - Cải tổ lần 1 - Cải tổ lần 2                | Abe Shinzō 安倍 晋三 あべ しんぞう (1954–2022)                        | 1 tháng 11 năm 2017 – 16 tháng 9 năm 2020 (1050 ngày) (Tổng cộng 2821 ngày) | | - Abenomics - Pháp luật về Hòa bình và An ninh - Đạo luật về Bảo vệ bí mật cụ thể - Hiệp định Đối tác xuyên Thái Bình Dương (TPP) - Tuyên bố của Abe nhân dịp kỷ niệm 70 năm ngày kết thúc chiến tranh - Cơ quan Thiết bị Quốc phòng được thành lập - Hội nghị thượng đỉnh Ise-Shima (Hội nghị G7 lần thứ 42) - Thuế tiêu dùng tăng lên 8% và 10% - Hội nghị thượng đỉnh Osaka (Hội nghị G20 lần thứ 14) - Lễ đăng quang của Thiên hoàng thứ 126 - Hiệp định thương mại Nhật-Mỹ - Các biện pháp coronavirus mới - Tổng tuyển cử Nhật Bản năm 2014 - Tổng tuyển cử Nhật Bản năm 2017 |

## Kinh tế
Nền kinh tế bong bóng đã tiếp diễn từ khoảng cuối thời Shōwa.
Top 10 theo vốn hóa thị trường
| Hạng | Năm đầu thời Bình Thành (1989)                  | Năm cuối thời Bình thành (2019)      |
| ---- | ----------------------------------------------- | ------------------------------------ |
| 1    | NTT 163,8 tỷ đô la Mỹ                           | Microsoft 940,8 tỷ đô la Mỹ          |
| 2    | Ngân hàng công nghiệp Nhật Bản 71,5 tỷ đô la Mỹ | Apple Inc. 895,6 tỷ đô la Mỹ         |
| 3    | Ngân hàng Sumitomo 69,5 tỷ đô la Mỹ             | Amazon (công ty) 874,7 tỷ đô la Mỹ   |
| 4    | Ngân hàng Fuji 67,0 tỷ đô la Mỹ                 | Alphabet Inc. 818,1 tỷ đô la Mỹ      |
| 5    | Ngân hàng Daiichi Kankyo 66,0 tỷ đô la Mỹ       | Berkshire Hathaway 493,7 tỷ đô la Mỹ |
| 6    | IBM 64,6 tỷ đô la Mỹ                            | Facebook 475,7 tỷ đô la Mỹ           |
| 7    | Ngân hàng Mitsubishi 59,2 tỷ đô la Mỹ           | Alibaba (tập đoàn) 472,9 tỷ đô la Mỹ |
| 8    | Ericsson 54,9 tỷ đô la Mỹ                       | Tencent 440,9 tỷ đô la Mỹ            |
| 9    | Công ty Điện lực Tokyo 54,4 tỷ đô la Mỹ         | Johnson & Johnson 372,2 tỷ đô la Mỹ  |
| 10   | Royal Dutch Shell 54,3 tỷ đô la Mỹ              | ExxonMobil 342,1 tỷ đô la Mỹ         |

## Kết thúc
Tháng 8 năm 2016, Thiên hoàng Akihito xuất hiện trên truyền hình trước thần dân, bày tỏ mối lo ngại về tuổi tác có thể gây khiếm khuyết trong trọng trách phụng sự quốc gia. Thông đạt ngầm là ông muốn thoái vị. Tháng 6 năm 2017, Quốc hội Nhật Bản thông qua thể chế để đế vị được truyền cho Hoàng thái tử Naruhito. Sau cuộc họp với Tôn nhân phủ, Thủ thướng Abe Shinzō thông báo rằng ngày 30 tháng 4 năm 2019 là ngày hoàng đế Akihito sẽ thoái vị. Người kế vị là Naruhito sẽ đặt niên hiệu mới vào ngày kế tiếp chấm dứt thời kỳ Bình Thành.

## Bảng đối chiếu
Để chuyển đổi bất kỳ năm dương lịch nào từ năm 1989 đến năm 2019 sang năm dương lịch Nhật Bản thời Bình Thành, năm 1988 cần phải được trừ đi khỏi năm được đề cập.

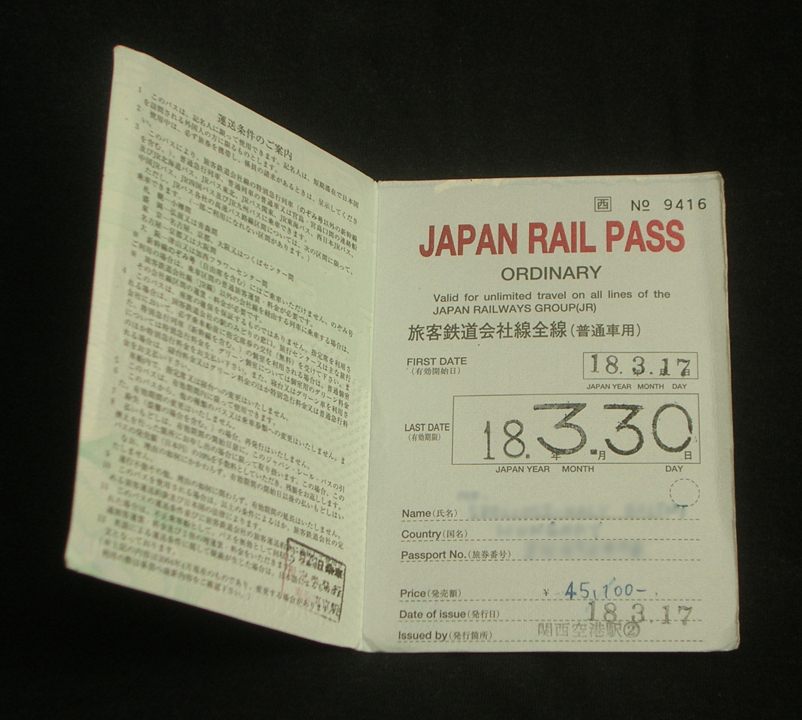
Giấy thông hành xe lửa có giá trị trong năm Bình Thành thứ 18 (tức năm 2006)

| Năm Bình Thành (Heisei) thứ | 1         | 2         | 3       | 4       | 5        | 6       | 7      | 8       |
| Năm Bình Thành (Heisei) thứ | I         | II        | III     | IV      | V        | VI      | VII    | VIII    |
| --------------------------- | --------- | --------- | ------- | ------- | -------- | ------- | ------ | ------- |
| Dương lịch                  | 1989      | 1990      | 1991    | 1992    | 1993     | 1994    | 1995   | 1996    |
| Dương lịch                  | MCMLXXXIX | MCMXC     | MCMXCI  | MCMXCII | MCMXCIII | MCMXCIV | MCMXCV | MCMXCVI |
| Năm Bình Thành (Heisei) thứ | 9         | 10        | 11      | 12      | 13       | 14      | 15     | 16      |
| Năm Bình Thành (Heisei) thứ | IX        | X         | XI      | XII     | XIII     | XIV     | XV     | XVI     |
| Dương lịch                  | 1997      | 1998      | 1999    | 2000    | 2001     | 2002    | 2003   | 2004    |
| Dương lịch                  | MCMXCVII  | MCMXCVIII | MCMXCIX | MM      | MMI      | MMII    | MMIII  | MMIV    |
| Năm Bình Thành (Heisei) thứ | 17        | 18        | 19      | 20      | 21       | 22      | 23     | 24      |
| Năm Bình Thành (Heisei) thứ | XVII      | XVIII     | XIX     | XX      | XXI      | XXII    | XXIII  | XXIV    |
| Dương lịch                  | 2005      | 2006      | 2007    | 2008    | 2009     | 2010    | 2011   | 2012    |
| Dương lịch                  | MMV       | MMVI      | MMVII   | MMVIII  | MMIX     | MMX     | MMXI   | MMXII   |
| Năm Bình Thành (Heisei) thứ | 25        | 26        | 27      | 28      | 29       | 30      | 31     |         |
| Năm Bình Thành (Heisei) thứ | XXV       | XXVI      | XXVII   | XXVIII  | XXIX     | XXX     | XXXI   |         |
| Dương lịch                  | 2013      | 2014      | 2015    | 2016    | 2017     | 2018    | 2019   |         |
| Dương lịch                  | MMXIII    | MMXIV     | MMXV    | MMXVI   | MMXVII   | MMXVIII | MMXIX  |         |